# 金子勝彦
金子 勝彦（かねこ かつひこ、1934年8月30日 - 2023年8月20日）は、日本のスポーツアナウンサー・コメンテーター。元毎日放送（MBS）・テレビ東京（TX）アナウンサー。神奈川県横浜市生まれ。愛称｢ネコさん｣。

## 人物・概歴
横浜中学校・高等学校→中央大学法学部卒業後、1957年、毎日放送（MBS）にアナウンサーとして入社。1958年アジア大会サッカー日本代表の加茂豊（京都パープルサンガ元監督・加茂周の実兄）は毎日放送の同期であり、金子が日本サッカー界の要人との人脈を作るきっかけを与えた人物である。この経緯で、サッカーとの接点はMBS時代からあったが、MBS時代にサッカー中継を担当する事は一度も無かった。
1963年、翌年に開催が控えていた東京オリンピックの中継担当（陸上競技・バレーボール・ボート・自転車競技）に指名されていたが、裁判官の義父（妻の実父）の後継を目指していた義弟（妻の実弟）が鶴見事故で犠牲になってしまったため、自らが義父の後継になるために大阪から横浜に戻って司法試験を受験（アナウンサー引退）する事を決意し、当時の毎日放送の役員に事情を説明して退職届を出した。
しかし、金子の退職が他局の幹部に知られると在京キー局を含む複数の民放局から移籍のオファーが入り、実父から「移籍するなら新しい放送局の方がいいんじゃないか」とアドバイスを受けたため、1964年4月に東京12チャンネル（現：テレビ東京）へ開局と同時に移籍した。移籍後は主にスポーツ中継を担当。
中でも『三菱ダイヤモンド・サッカー』は、1968年の放送開始から1988年まで20年間に亘って司会兼実況アナウンサーとして解説を務めた岡野俊一郎（当時・サッカー日本代表コーチ、後の日本サッカー協会会長）とのコンビで番組を担当し、金子の「サッカーを愛する皆さん、ごきげんいかがでしょうか?」というオープニングの口上は番組の名物であった。特に1974年、FIFAワールドカップ西ドイツ大会決勝戦の西ドイツ 対 オランダ戦の衛星生中継を行ったことは当時の日本のスポーツ中継としては画期的であり、サッカーファンの伝説と化している。解説は岡野と二宮寛であった。
1993年に同番組が5年ぶりにJリーグ情報番組として一新されると、コメンテーターとして出演。
1994年の定年退職後は自らの個人事務所「オフィス・ワン・ツー・リターン」を設立し、CSテレビ放送のサッカー番組の実況・司会を務めた。
2002年には、永年の功績が評価されJリーグより特別功労賞が授与されている。
2006年のFIFAワールドカップドイツ大会においては、SKY PerfecTV!で決勝戦の実況を担当。金子にとっては32年越しで、再びドイツの地での決勝戦実況であった。
2012年に日本サッカー殿堂入りを果たす。放送界からの選出は史上初である。
晩年はプレミアリーグ（J SPORTS）を中心に実況していた。
1980年代まではプロ野球の実況もしており、東京12チャンネルが制作した1970年の日本シリーズ第3戦と1974年の日本シリーズ第5戦の中継も担当した。当時は東京12チャンネルとMBSが系列関係にあったため両試合ともMBSに同時ネットされ、金子は古巣のMBSで久々に顔出しする事となった。その後も鹿児島県立鴨池野球場で行われたロッテオリオンズ（現：千葉ロッテマリーンズ）対読売ジャイアンツのオープン戦中継（南日本放送と共同制作。TBS系列を中心とした系列外局にもネット）など、時折担当することがあった。
2023年8月20日午後5時59分に肺炎のため死去。88歳没。金子の訃報を受けて川淵三郎（元日本サッカー協会会長）、田嶋幸三（現日本サッカー協会会長）、野々村芳和（日本プロサッカーリーグチェアマン）が追悼の辞を寄せた。

## 出演番組
- 毎日放送 三つのスリル（1962年10月18日 - 1963年3月21日）

## 著書
- サッカーと私―人生をともにした40年の旅、ネコパブリッシング、2002年。